# Free Knowledge Institute
Free Knowledge Institute (フリー・ナレッジ・インスティテュート、FKI) は2006年にオランダで設立された非営利団体。自由ソフトウェア運動に感化され、FKIは教育、技術、文化、科学の知識の使用、改良、複写、配布の自由を奨励することによって社会の全ての領域における知識の自由な交換を促進する。
FKIは教育、知識へのアクセス (英: Access to Knowledge movement)、知的財産、オープン教育リソースに関するプロジェクトを調整したり、それらに参加している。